# Теулада (Аліканте)
Теулада (валенс. Teulada, ісп. Teulada) — муніципалітет в Іспанії, у складі автономної спільноти Валенсія, у провінції Аліканте. Населення — 11 944 особи (2022).
Муніципалітет розташований на відстані близько 360 км на південний схід від Мадрида, 55 км на північний схід від Аліканте.

## Демографія
Динаміка населення (INE ):

## Галерея зображень

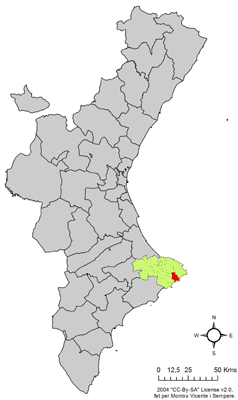
Розташування муніципалітету Теулада у автономній спільноті Валенсія
Розташування муніципалітету Теулада у комарці Маріна-Альта
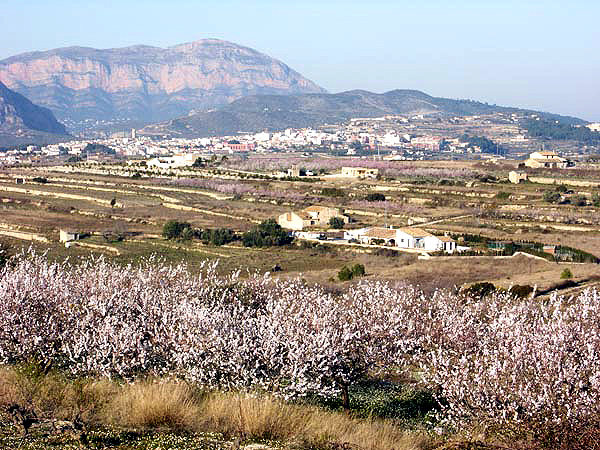
Теулада
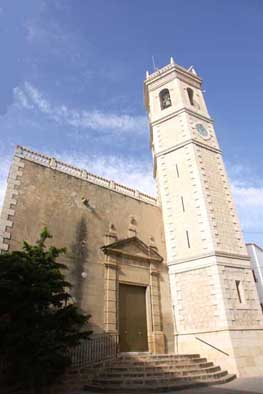
Церква Санта-Катеріна
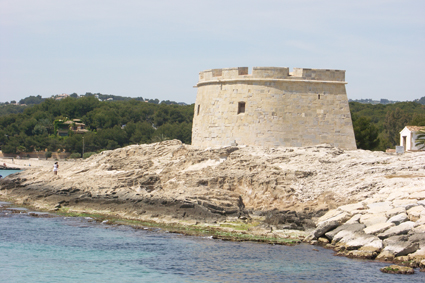
Замок Морайра
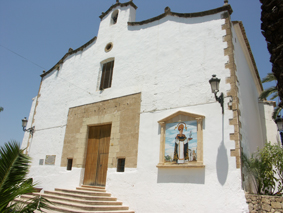
Каплиця Сан-Вісен-Феррер
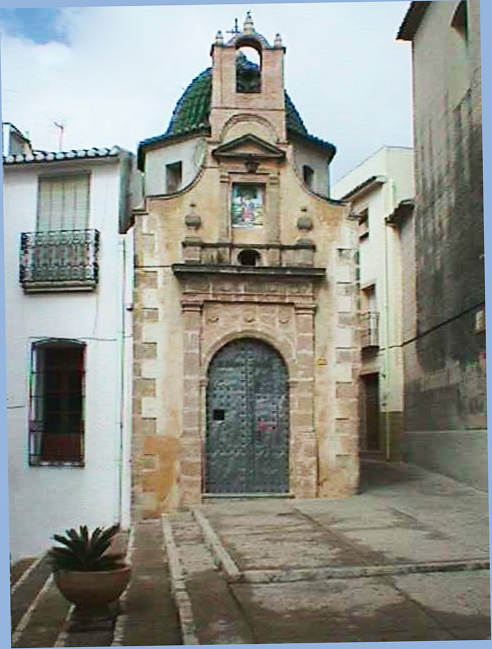
Каплиця Ла-Дівіна-Пастора
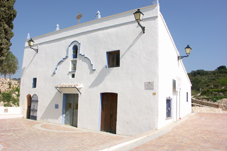
Каплиця Ла-Фонт-Санта